# Ministère de l'Intérieur (Chypre)
Pour les articles homonymes, voir Ministère de l'Intérieur.
Le ministère de l’Intérieur est un ministère de la république de Chypre.
Le titulaire actuel est Konstantínos Ioánnou, ministre de l'Intérieur dans le gouvernement Christodoulídis.

## Organisation

### Ministre
Depuis le 1er mars 2023, Konstantínos Ioánnou est le ministre de l’Intérieur dans le gouvernement Christodoulídis.